# ニーノ・デフィリッピス
ニーノ・デフィリッピス（Nino Defilippis、1932年3月21日 - 2010年7月13日）は、イタリア、トリノ出身の元自転車競技（ロードレース）選手。
1952年から1964年までプロ生活を送り、1958年のジロ・ディ・ロンバルディアなどを制覇。また、全てのグランツール大会でステージ（区間）優勝を果たした。2010年7月13日、トリノで死去。78歳没。

## 主な戦績
- 1952年
  - ジロ・デ・イタリア 区間1勝(第17)

- 1953年
  - トレ・ヴァッリ・ヴァレジーネ 優勝
  - ジロ・デ・イタリア 総合12位

- 1954年
  - ジロ・デ・イタリア 総合15位、区間1勝(第3)
  - ジロ・デル・ピエモンテ 優勝
  - ジロ・デッレミリア 優勝

- 1955年
  - ジロ・デ・イタリア 区間1勝(第3)
  - ジロ・デッレミリア 優勝

- 1956年
  - ツール・ド・フランス 総合5位、区間3勝（第11、13、17）
  - ブエルタ・ア・エスパーニャ 山岳賞、区間1勝(第15)

- 1957年
  - ツール・ド・フランス 総合7位、区間2勝（第13、18）
  - ジロ・デ・イタリア 総合13位

- 1958年
  - ジロ・ディ・ロンバルディア 優勝
  - ジロ・デ・イタリア ポイント賞、区間3勝(第1、9、11)
  - ジロ・デル・ラツィオ 優勝
  - ジロ・デル・ピエモンテ 優勝

- 1959年
  - ジロ・デ・イタリア 総合18位、区間1勝(第1)

- 1960年
  -  イタリア選手権・個人ロード 優勝
  - トレ・ヴァッリ・ヴァレジーネ 優勝
  - ツール・ド・フランス 区間2勝（第3、8）

- 1961年
  - ジロ・デ・イタリア 総合10位、区間1勝(第6)
  - 世界選手権・プロロードレース 2位
  - ジロ・デル・ヴェネト 優勝

- 1962年
  -  イタリア選手権・個人ロード 優勝
  - ジロ・デル・ラツィオ 優勝
  - ジロ・デ・イタリア 総合3位
  - ブエルタ・ア・エスパーニャ 区間1勝(第3)

- 1963年
  - ジロ・デ・イタリア 区間1勝(第7)

- 1964年
  - ジロ・デ・イタリア 区間1勝(第15)